# 早坂良太
早坂 良太（はやさか りょうた、1985年9月19日 - ）は、奈良県奈良市出身の元プロサッカー選手。現役時のポジションはフォワード、ミッドフィールダー、ディフェンダー。

## 来歴
幼稚園の頃から兄を追いかけてサッカーボールに親しんでいたと言うが、小学校3年の時に寺内スカイSCに加入して正式にサッカーを始める。親の転勤で名古屋に移り、市のトレセンに参加。名東区にある猪高中学校を卒業後、高校は「家から近かった」という理由で愛知高校へ進学、サッカー漬けの毎日を送るが、高校選手権の全国大会には縁が無く、高校でサッカーをやめるつもりでいたという。
「スポーツが学べて、教員免許を取れる所」という理由で、国立の静岡大学へ進学。前述の通りサッカーを続けるつもりはなかったが、練習もそのための準備も自分たちでやっていることに新鮮さを覚えてサッカー部に入部。2年時に大学選抜に選出され、4年には第56回全日本大学サッカー選手権大会（インカレ）にも出場した。
2008年にホンダ社員としてHonda FCに入団。新卒ながら2試合目で早くも日本フットボールリーグ (JFL) 初得点をマーク、シーズン7得点とFWとして活躍した。2009年は、MFとしての出場が多かった。
2010年、「そういう（大企業に勤める）方法じゃなくても成功できるという事例を示したかった。僕は絶対成功しないと駄目だと思っていた」と周囲の反対を押し切る形でホンダを退社し、当時J2のサガン鳥栖に完全移籍。鳥栖では「MF」として選手登録され、主に右サイドハーフのポジションを担当。この間、クラブのJ1昇格に貢献し、J1でも複数シーズンプレーした。
2017年より、北海道コンサドーレ札幌に完全移籍。DF（サイドバック）にもトライし、鳥栖時代から7年続けて20試合以上に出場を続けたが、2019年から出場機会が減少。2020年12月1日に同年限りでの現役引退を発表した。

## 所属クラブ
ユース経歴
- 1998年 - 2000年 名古屋市立猪高中学校
- 2001年 - 2003年 愛知高等学校
- 2004年 - 2007年 静岡大学

プロ・シニア経歴
- 2008年 - 2009年  Honda FC
- 2010年 - 2016年  サガン鳥栖
- 2017年 - 2020年   北海道コンサドーレ札幌

## 個人成績
| 国内大会個人成績 | 国内大会個人成績 | 国内大会個人成績 | 国内大会個人成績 | 国内大会個人成績 | 国内大会個人成績 | 国内大会個人成績 | 国内大会個人成績 | 国内大会個人成績 | 国内大会個人成績 | 国内大会個人成績 | 国内大会個人成績 |
| 年度             | クラブ           | 背番号           | リーグ           | リーグ戦         | リーグ戦         | リーグ杯         | リーグ杯         | オープン杯       | オープン杯       | 期間通算         | 期間通算         |
| 年度             | クラブ           | 背番号           | リーグ           | 出場             | 得点             | 出場             | 得点             | 出場             | 得点             | 出場             | 得点             |
| 日本             | 日本             | 日本             | 日本             | リーグ戦         | リーグ戦         | リーグ杯         | リーグ杯         | 天皇杯           | 天皇杯           | 期間通算         | 期間通算         |
| ---------------- | ---------------- | ---------------- | ---------------- | ---------------- | ---------------- | ---------------- | ---------------- | ---------------- | ---------------- | ---------------- | ---------------- |
| 2008             | Honda            | 20               | JFL              | 27               | 7                | -                | -                | 3                | 4                | 30               | 11               |
| 2009             | Honda            | 20               | JFL              | 31               | 9                | -                | -                | 2                | 1                | 33               | 10               |
| 2010             | 鳥栖             | 25               | J2               | 36               | 4                | -                | -                | 2                | 1                | 38               | 5                |
| 2011             | 鳥栖             | 25               | J2               | 37               | 10               | -                | -                | 0                | 0                | 37               | 10               |
| 2012             | 鳥栖             | 25               | J1               | 21               | 0                | 3                | 1                | 1                | 0                | 25               | 1                |
| 2013             | 鳥栖             | 25               | J1               | 26               | 3                | 6                | 1                | 4                | 0                | 36               | 4                |
| 2014             | 鳥栖             | 25               | J1               | 28               | 3                | 5                | 1                | 3                | 0                | 36               | 4                |
| 2015             | 鳥栖             | 25               | J1               | 23               | 0                | 6                | 0                | 4                | 1                | 33               | 1                |
| 2016             | 鳥栖             | 25               | J1               | 28               | 0                | 3                | 0                | 3                | 0                | 34               | 0                |
| 2017             | 札幌             | 26               | J1               | 24               | 1                | 5                | 0                | 0                | 0                | 29               | 1                |
| 2018             | 札幌             | 26               | J1               | 23               | 0                | 6                | 0                | 3                | 1                | 32               | 1                |
| 2019             | 札幌             | 26               | J1               | 13               | 1                | 9                | 1                | 0                | 0                | 22               | 2                |
| 2020             | 札幌             | 26               | J1               | 12               | 0                | 2                | 0                | -                | -                | 14               | 0                |
| 通算             | 日本             | 日本             | J1               | 198              | 8                | 45               | 4                | 18               | 2                | 261              | 14               |
| 通算             | 日本             | 日本             | J2               | 73               | 14               | -                | -                | 2                | 1                | 75               | 15               |
| 通算             | 日本             | 日本             | JFL              | 58               | 16               | -                | -                | 5                | 5                | 63               | 21               |
| 総通算           | 総通算           | 総通算           | 総通算           | 329              | 38               | 45               | 4                | 25               | 8                | 399              | 50               |

- J2リーグ初出場 - 2010年3月7日 J2第1節 vs コンサドーレ札幌 (ベストアメニティスタジアム)
- J2リーグ初得点 - 2010年3月28日 J2第4節 vs 愛媛FC (ベストアメニティスタジアム)
- J1リーグ初出場 - 2012年5月12日 J1第11節 vs 大宮アルディージャ (ベストアメニティスタジアム)
- J1公式戦初得点 - 2012年5月16日 Jリーグヤマザキナビスコカップ グループリーグ第4節 vs ジュビロ磐田 (ベストアメニティスタジアム)
- J1リーグ初得点 - 2013年8月10日 J1第20節 vs 横浜F・マリノス (ニッパツ三ツ沢球技場)

## 選抜歴
- 2005年 全日本大学選抜